# Thibetia niphaphylla
Thibetia niphaphylla är en fjärilsart som beskrevs av James John Joicey och William James Kaye 1917. Thibetia niphaphylla ingår i släktet Thibetia och familjen svärmare. Inga underarter finns listade i Catalogue of Life.